# Zebrzydowice
Zebrzydowiceⓘ (deutsch Seibersdorf; tschechisch Zebřidovice) ist ein Dorf im Powiat Cieszyński der Woiwodschaft Schlesien in Polen. Es ist Sitz der gleichnamigen Landgemeinde mit 13.220 Einwohnern (Stand 31. Dezember 2020).

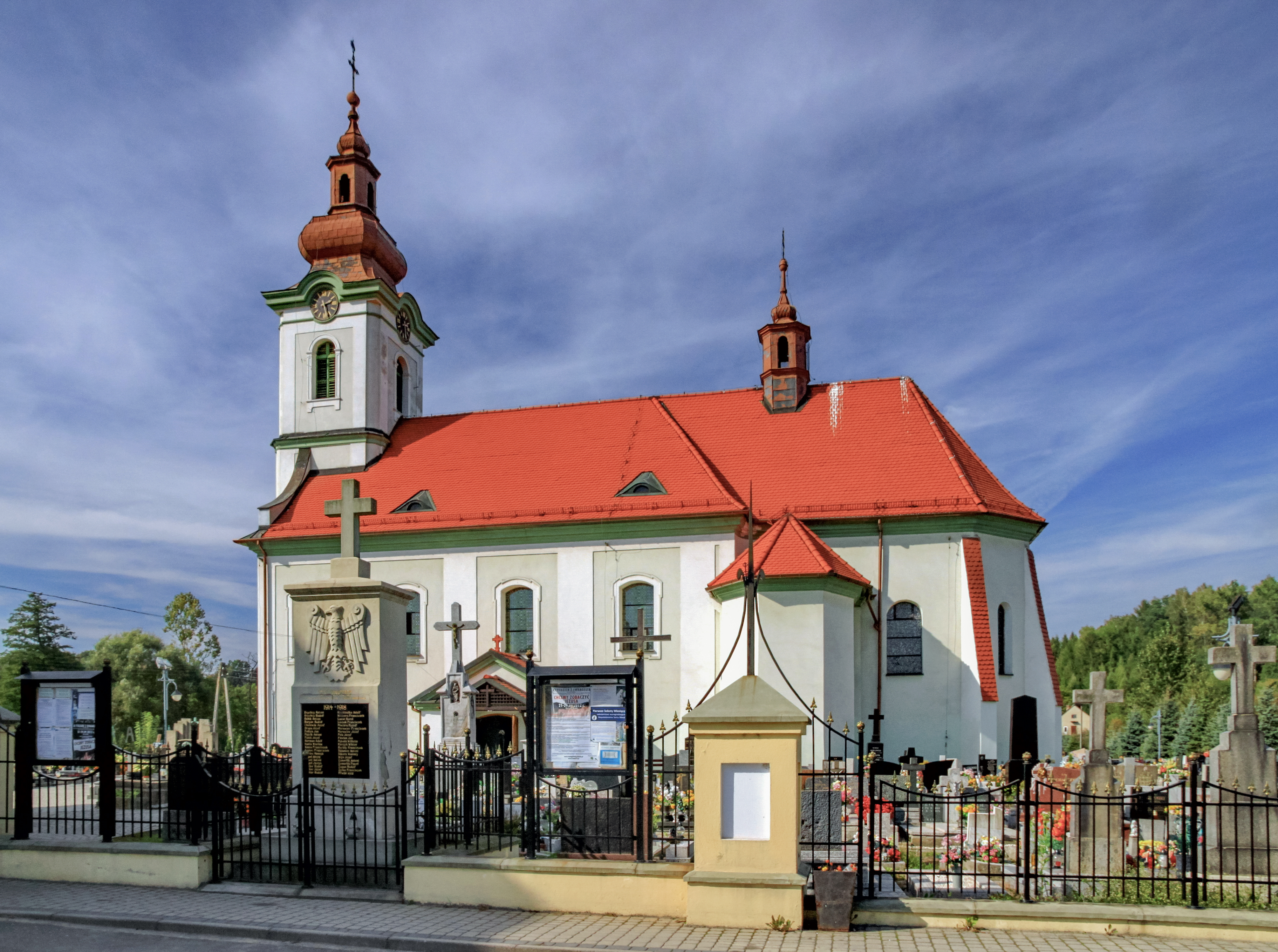
Kirche in Zebrzydowice

Die Gemeinde gehört zur Euroregion Teschener Schlesien.

## Geographie
Zebrzydowice liegt im Ostrauer Becken (Kotlina Ostrawska), am Olsa-Zufluss Piotrówka, etwa 30 km westlich von Bielsko-Biała und 50 km südlich von Katowice im Powiat (Kreis) Cieszyn.
Das Dorf hat eine Fläche von 1559 ha.

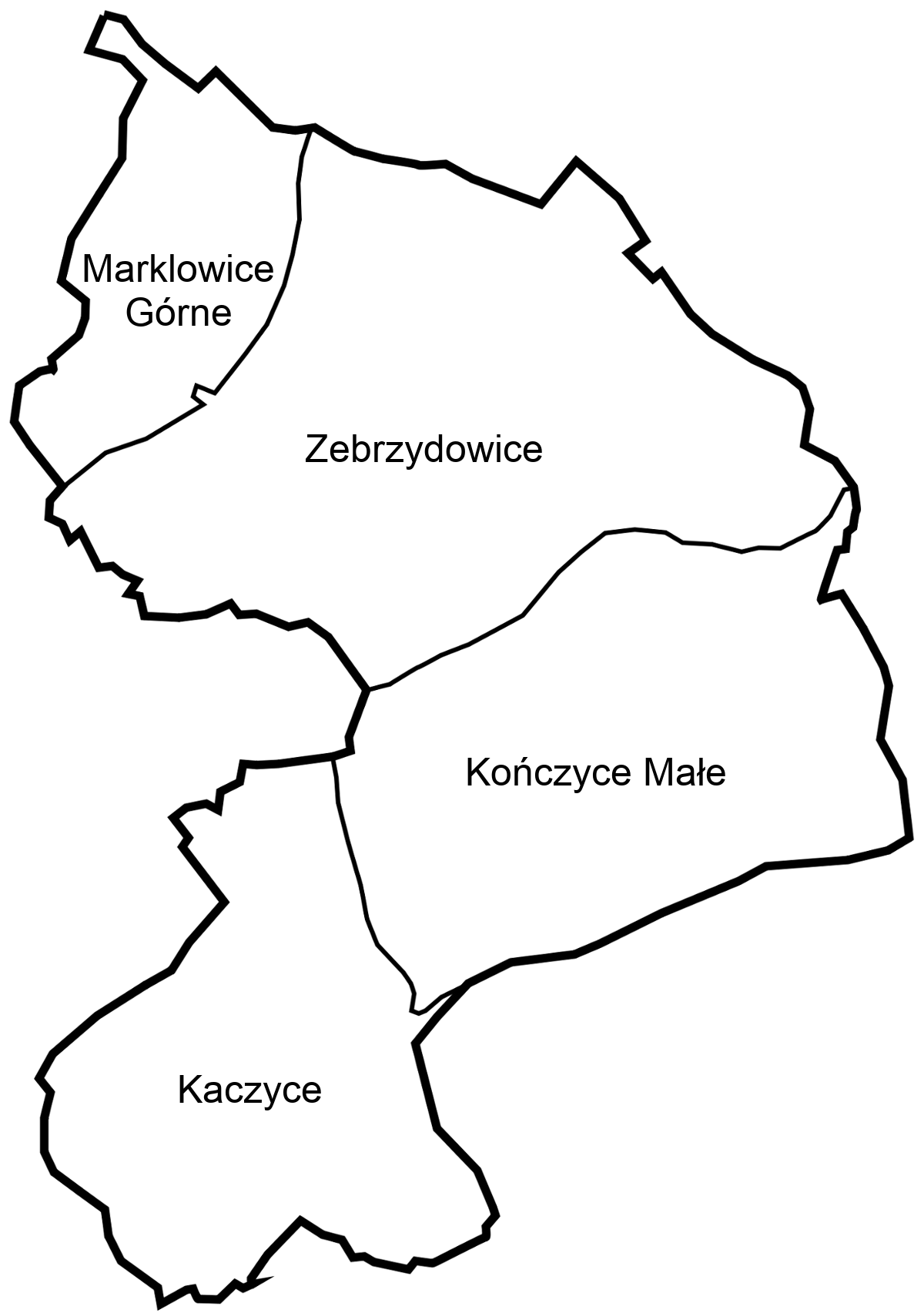
Lage in der Gemeinde

Nachbarorte sind Marklowice Górne im Nordwesten, die Stadt Jastrzębie-Zdrój im Norden, Pielgrzymowice im Nordosten, Pruchna im Osten, Kończyce Małe im Südosten, die Stadt Karviná in Tschechien im Südwesten.
Gliederung:
- Zebrzydowice Dolne (Niederseibersdorf)
- Zebrzydowice Górne (Oberseibersdorf)

Als weitere Ortslagen sind ausgewiesen: Baranina, Centrum, Grabina, Grabówka, Kisielów (Kiselow), Kotucz, Nowa Droga, Nowy Dwór (Neuhof), Olszyny, Owczarnia, Strzałów, Widerholec, Wymysłów.

## Geschichte
Das Dorf liegt im Olsagebiet (auch Teschner Schlesien, polnisch Śląsk Cieszyński).
Der Ort wurde um 1305 im Liber fundationis episcopatus Vratislaviensis (Zehntregister des Bistums Breslau) erstmals urkundlich als „Item in Siffridi villa debent esse quadraginta mansi“ erwähnt. Der Name ist patronymisch abgeleitet vom Vornamen Zebrzyd (≤ deutsch Sivrid ≤ Siegfrid) mit dem typischen patronymischen Wortende -(ow)ice.
Politisch gehörte das Dorf ursprünglich zum Herzogtum Teschen, das ab 1290 in der Zeit des polnischen Partikularismus bestand. Seit 1327 bestand die Lehensherrschaft des Königreichs Böhmen und seit 1526 gehörte es zur Habsburgermonarchie.
Die Pfarrei villa Sifridi wurde im Peterspfennigregister des Jahres 1335 im Teschener Dekanat und im Jahr 1447 als Seyfredsdorff erwähnt.
Nach 1540 erfolgte unter Wenzel III. Adam die Reformation und die Kirche wurde von den Lutheranern übernommen. Eine Sonderkommission gab sie am 16. April 1654 den Katholiken zurück.
Nach der Aufhebung der Patrimonialherrschaften bildete er ab 1850 eine Gemeinde in Österreichisch-Schlesien, Bezirk Teschen (ab 1868 Bezirk Freistadt) und Gerichtsbezirk Freistadt. In den Jahren 1880–1910 stieg die Zahl der Einwohner von 1688 im Jahr 1880 auf 2120 im Jahr 1910 an; sie waren überwiegend polnischsprachig (zwischen 92,3 % und 96,3 %), deutschsprachig (zwischen 7,7 % im Jahr 1880 und 2,3 % im Jahr 1910) und tschechischsprachig (27 oder 1,3 % im Jahr 1910). Im Jahr 1910 waren 98,3 % römisch-katholisch, 25 (1,2 %) evangelisch, es gab 10 (0,4 %) Juden.
1920, nach dem Zusammenbruch der k.u.k. Monarchie und dem Ende des Polnisch-Tschechoslowakischen Grenzkriegs, kam Zebrzydowice zu Polen. Unterbrochen wurde dies durch die Besetzung Polens durch die Wehrmacht im Zweiten Weltkrieg und die Annexion ans Deutsche Reich (Landkreis Teschen). Im von den Deutschen besetzten „Seibersdorf“ wurde ein Zwangsarbeiterlager errichtet, in dem von Ende 1942 bis Anfang April 1943 über 180 jüdische Männer aus den Niederlanden ermordet wurden.
Von 1975 bis 1998 gehörte Zebrzydowice zur Woiwodschaft Katowice.

## Gemeinde
Zur Landgemeinde (gmina wiejska) Zebrzydowice gehören das Dorf selbst mit zwei Schulzenämtern und drei weitere Dörfer mit jeweils einem Schulzenamt (sołectwo).

## Sehenswürdigkeiten
Unter Denkmalschutz stehen:
- Die Pfarrkirche St. Maria Himmelfahrt (kościół parafialny pw. Wniebowzięcia Najświętszej Maryi Panny) ist eine spätbarocke Saalkirche.[14]
- Das Pfarrhaus aus dem 18. Jahrhundert
- Das Schloss (zamek) wurde 1945 zerstört und von 1958 bis 1963 rekonstruiert.[15]

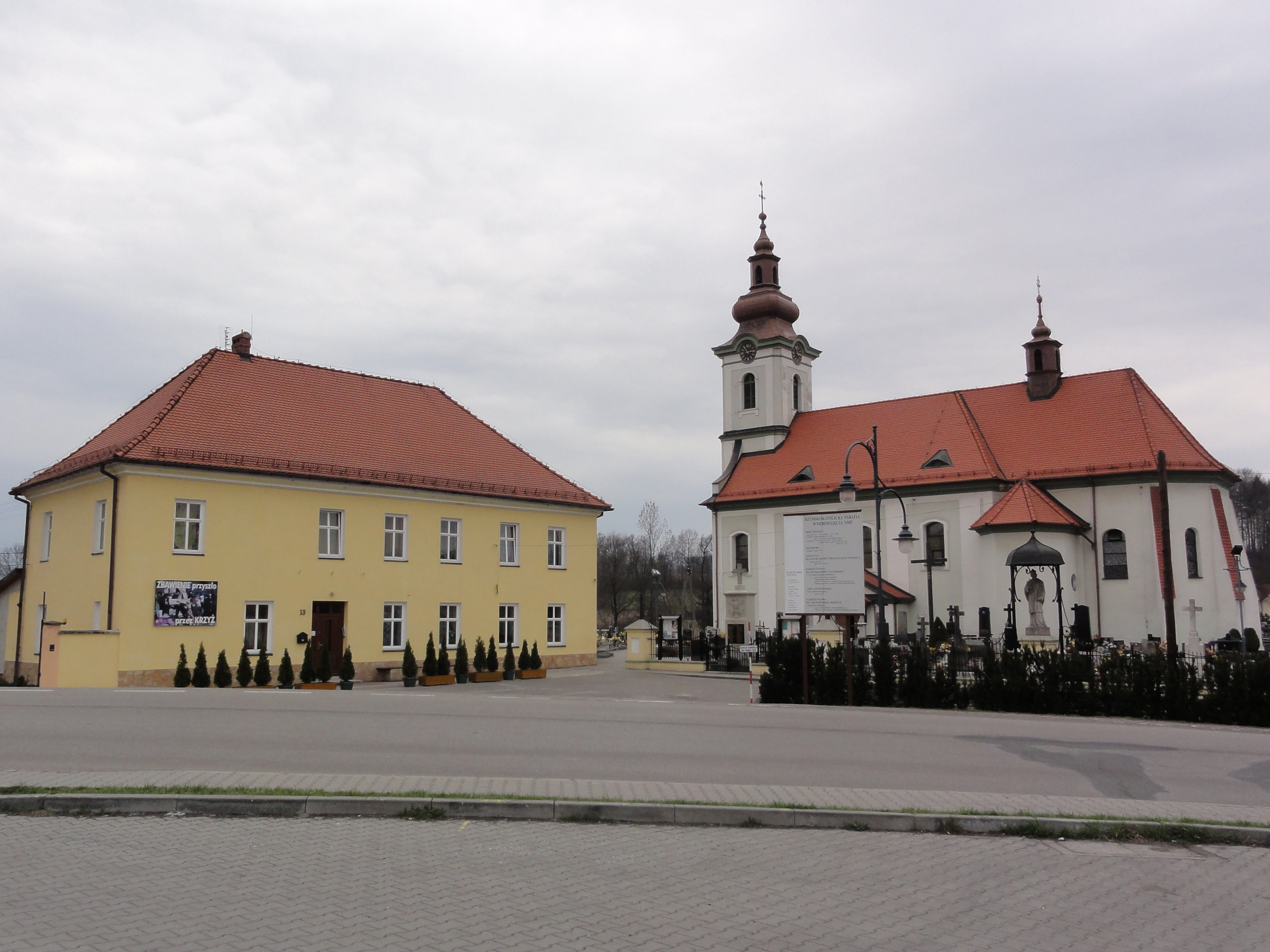
Pfarrhaus und Kirche St. Maria Himmelfahrt
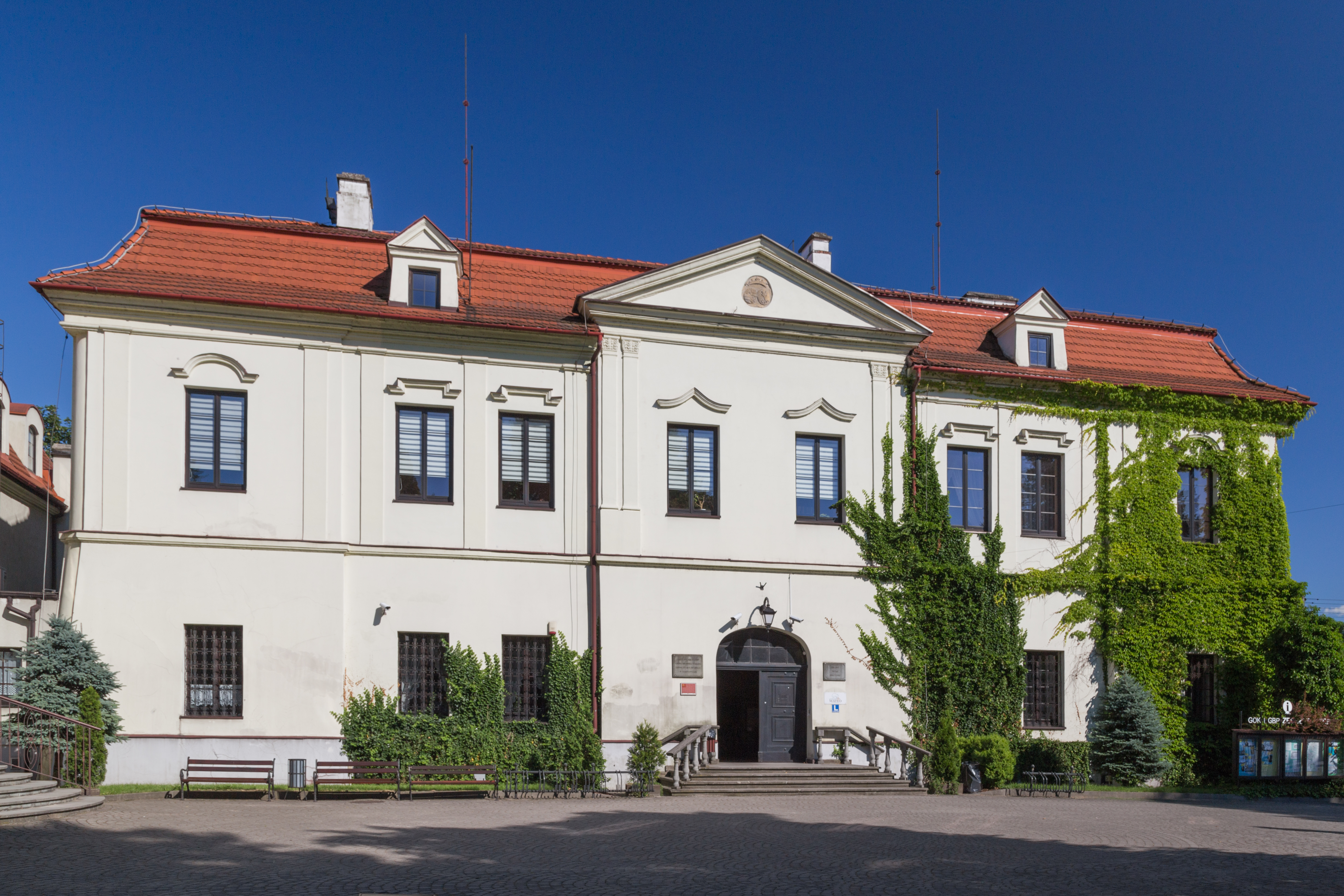
Das Schloss

## Verkehr
Zebrzydowice ist polnisch-tschechischer Grenzbahnhof an der internationalen Bahnstrecke Kraków/Katowice – Bohumín – Ostrava.

## Persönlichkeiten
- Antoni Świeży (1818–1890), polnisch sprechender Politiker und Landtagsabgeordneter im Schlesischen Landtag von 1874 bis 1878 sowie Vogt von Siebersdorf.